# Universitas Islam Bandung
Universitas Islam Bandung – indonezyjska uczelnia prywatna w Bandungu (prowincja Jawa Zachodnia). Została założona w 1958 roku.